# Samba, Pagode & Cia.
Samba, Pagode & Cia. foi um programa de televisão brasileiro produzido pela TV Globo e exibido de 27 de março de 1999 até 15 de maio do mesmo ano. O programa era apresentado pelos cantores Salgadinho, Netinho de Paula e Kelly Key. Posteriormente o formato serviu de inspiração para o programa Esquenta!.

## Produção
O programa foi idealizado e dirigido por Roberto Talma, após avaliar a boa recepção de formatos ditos como "populares" como Brasil Legal, além da alta do pagode no Brasil naquele momento – que era o ritmo de maior rotação nas rádios, com diversas bandas surgindo e se estabelecendo. Netinho de Paula, vocalista do Negritude Jr., foi convidado para ser um dos apresentadores após a produção avaliar como positivo sua experiência apresentando o Amigos e Sucesso, da RecordTV, sendo que logo após foi convidado também Salgadinho, vocalista do Katinguelê. Kelly Key – na época assinando artisticamente como Kelly Ka – originalmente foi apenas uma das modelos contratadas para gravar a abertura do programa, porém o diretor avaliou como carismática sua aparição e, a partir do segundo programa, ela passou a apresentá-lo também, tendo apenas 16 anos.

## História
O programa estreou em 27 de março de 1999 em um cenário que simulava um boteco, trazendo mesas e cadeiras onde os apresentadores recebiam os convidados para cantar e entrevistar, além de um balcão onde um barman preparava bebidas e chopp para os artistas, sendo que o público ficava na plateia em volta, em frente ao cenário que simulava o horizonte da periferia, com casas de madeira e cabos elétricos. O primeiro programa também alternou a parte de auditório com cenas de um show gravado no Via Funchal com as bandas dos respectivos apresentadores especialmente para a estreia.
Em 3 de abril, com a entrada de Kelly Key no segundo programa, a atração passou a ser dividida em duas locações: o buteco, agora sem plateia, onde Netinho de Paula e Salgadinho continuavam recebendo diversos artistas de samba e pagode, e um casarão, onde  Kelly entrevistava cantores também de outros gêneros. Para adequar-se as características do que a direção imaginava como “imagem da periferia”, Kelly, que era loura e branca, precisou tingir os cabelos de preto e colocar dreadlocks, além de passar por bronzeamento artificial para ficar no tom de pele mais escuro. Outra mudança foi a troca de Roberto Talma da direção por Eid Walesko e Aloysio Legey.
O programa foi exibido pela última vez em 15 de maio de 1999. Netinho de Paula comentou durante entrevista para o site TV Press que a emissora não soube ouvir os conselhos dos cantores e não conseguiu consolidar um programa para a população de baixa renda, tentando elitizá-lo e apostar numa dramaturgia irreal da periferia, quando na verdade o público queria apenas um programa de auditório mais popular, o que não rendeu uma identificação: "A Globo é comandada por pessoas elitistas e sem identidade com o povo. O popular, para os diretores da Globo, é a coisa mais brega do mundo. Fazer pagode tomando champanhe não dá certo mesmo".

## Audiência
O programa não conquistou bons índices de audiência, deixando a emissora – que detinha a maioria de sua programação em primeiro lugar sobre as concorrentes – em segundo lugar logo na estreia, perdendo de 10 pontos para 18 pontos da RecordTV, que exibia o Programa Raul Gil no mesmo horário. O fato aconteceu semanalmente durante os dois meses que o programa ficou no ar, não liderando a faixa de horário em nenhuma ocasião. Em abril o programa totalizou uma média de 10 pontos a menos que a RecordTV.